# شهرستان اوکلتری (تگزاس)

موقعیت شهرستان در ایالت تگزاس

اوکلتری یکی از شهرستان‌های ایالت تگزاس می‌باشد.
این شهرستان در شمال این ایالت است.
جمعیت این شهرستان در سال ۲۰۱۰ میلادی معادل ۱۰٬۲۲۳ نفر بود.